# Friedrich Sauvigny
Friedrich Sauvigny (* 15. Februar 1953 in Lippstadt) ist ein deutscher emeritierter Professor der Mathematik. Seine Spezialgebiete sind Partielle Differentialgleichungen und Differentialgeometrie.

## Lebenslauf
Sauvigny studierte von 1971 bis 1978 − unter anderem bei Erhard Heinz − an der Universität Göttingen Mathematik. Von 1978 bis 1983 war er Assistent in Aachen und fertigte seine Dissertation an. 1981 wurde er mit einer Arbeit über Flächen vorgeschriebener mittlerer Krümmung zum Dr. rer. nat. promoviert. 1983 bis 1989 war er Akademischer Rat auf Zeit an der Technischen Universität Clausthal. 1989 habilitierte er sich in Göttingen. In den Jahren 1989 und 1990 war er wissenschaftlicher Angestellter beim Sonderforschungsbereich 256 „Nonlinear Partial Differential Equations“ der Universität Bonn. Dort begann er die Zusammenarbeit mit Stefan Hildebrandt, die in mehreren wissenschaftlichen Arbeiten resultierte. Anschließend ging er für zwei Jahre als Assistenzprofessor an die University of Milwaukee. Ab 1992 leitete er den Lehrstuhl „Mathematik, insbesondere Analysis“ an der BTU Cottbus und ab dem 1. Juli 2013 an der Brandenburgischen Technischen Universität Cottbus-Senftenberg. 2019 ging er in den Ruhestand.

## Persönliches
Er ist mit der Bibliothekarin Magdalene Frewer-Sauvigny verheiratet, die vom April 2005 bis Dezember 2019 die Universitätsbibliothek im IKMZ der BTU Cottbus-Senftenberg leitete.

## Schriften
- Flächen vorgeschriebener mittlerer Krümmung mit eineindeutiger Projektion auf eine Ebene. Dissertation, Universität Göttingen, 1981
- A-priori-Abschätzungen der Hauptkrümmungen für Immersionen vom Mittleren-Krümmungs-Typ mittels Uniformisierung und Sätze vom Bernstein-Typ. Habilitationsschrift, Universität Göttingen, 1988.
- Uniqueness of stable minimal surfaces with partially free boundaries. In: Paul Concus (Hg.): Advances in geometric analysis and continuum mechanics. International Press, Cambridge Mass. 1995, S. 263–268, ISBN 1-571-46023-3.
- Mit Stefan Hildebrandt: Minimal surfaces in a wedge
  - I. Asymptotic expansions. In: Calculus of variations and partial differential equations. Band 5, 1997, S. 99–115.
  - II. The edge creeping phenomenon. In: Archiv der Mathematik. Band 69, 1997, 164–176.
  - III. Existence of graph solutions and some uniqueness results. In: Journal für reine und angewandte Mathematik. Band 514, 1999, S. 71–101.
  - IV. Hölder estimates of the Gauss map and a Bernstein theorem. In: Calculus of variations and partial differential equations. Band 8, 1999, S. 71–90.
- Partielle Differentialgleichungen der Geometrie und der Physik. Springer, Berlin [u. a.] (englisch als: Partial Differential Equations)
  - Band 1 Grundlagen und Integraldarstellungen. 2004, ISBN 3-540-20453-9 (englisch als: Foundations and integral representations. 2006, ISBN 3-540-34457-8).
  - Band 2 Funktionalanalytische Lösungsmethoden. 2005, ISBN 3-540-23107-2 (englisch als: Functional analytic methods. 2006, ISBN 3-540-34461-6).
- Ulrich Dierkes, Stefan Hildebrandt, Friedrich Sauvigny: Minimal Surfaces (= Grundlehren der mathematischen Wissenschaften, Band 339). 2. Auflage, Springer-Verlag, Berlin 2010, ISBN 978-3-642-11697-1
- Analysis. Grundlagen, Differentiation, Integrationstheorie, Differentialgleichungen, Variationsmethoden. Springer Spektrum, Berlin und Heidelberg 2014, ISBN 978-3-642-41506-7
- Spektraltheorie selbstadjungierter Operatoren im Hilbertraum und elliptischer Differentialoperatoren. Springer Spektrum, Berlin [2019], ISBN 978-3-662-58068-4